# Borrenes
Borrenes è un comune spagnolo di 468 abitanti situato nella comunità autonoma di Castiglia e León.